# گئورگی میناسوف
گئورگی وارطانی میناسیان (گئورگی میناسوف) (ارمنی: Գեորգի Վարդանի Մինասյան (Գեորգի Մինասով) زاده ۱۸ ژوئیهٔ ۱۹۳۳ - درگذشته ۲۰ اوت ۲۰۲۰) یک نوازنده دودوک، آموزگار موسیقی و موسیقی‌دان اهل ارمنستان بود. وی بین سال‌های تا میلادی مشغول می‌کرد.

## زندگی‌نامه
وی در ۱۸ ژوئیهٔ ۱۹۳۳ در باکو به دنیا آمد و از کالج موسیقی تحت کنسرواتوار ملی جمهوری آذربایجان فارغ‌التحصیل شد. وی در گروه رقص و آواز دولتی تاتول آلتونیان ارمنستان، کالج دولتی موسیقی رومانوس ملیکیان و دودوک‌ها فعالیت می‌کرد. وی همچنین برندهٔ جوایزی همچون هنرمند افتخاری جمهوری ارمنستان (۲۰۰۷) شده است. وی در ۲۰ اوت ۲۰۲۰ در سن ۸۷ سالگی در ایروان درگذشت.